# Verdin Company
Die Glockengießerei Verdin Company ist ein großer US-amerikanischer Hersteller von Bronzeglocken in Cincinnati, Ohio. Seit 1842 produziert das Unternehmen Kirchenglocken, Läutwerke und Glockenspiele (Carillon). Am Unternehmenssitz befindet sich auch ein Glockenmuseum.
Verdin lieferte für die World Peace Bell (Weltfriedensglocke) in Newport, Kentucky, das technische Zubehör. Verdin hatte auch die Aufsicht beim Guss der Glocke 1998 bei der französischen Glockengießerei Paccard.
Glocken von Verdin läuten unter anderem auch in der Smithsonian Institution und in Walt Disney World.